# Чибижекский сельсовет
Чибижекский сельсовет — сельское поселение в Курагинском районе Красноярского края.
Административный центр — посёлок Чибижек.

## История
До 2013 года городское поселение посёлок Чибижек.
С 5 декабря 2013 года Чибижекский сельсовет.

## Население
| 2010 | 2012 | 2013 | 2014 | 2015 | 2016 | 2017 |
| ---- | ---- | ---- | ---- | ---- | ---- | ---- |
| 196  | ↘190 | ↘180 | ↘165 | ↘155 | ↘141 | ↗142 |

## Состав сельского поселения
В состав сельского поселения входит один населённый пункт — посёлок Чибижек.

## Местное самоуправление
Чибижекский поселковый Совет депутатов
Дата избрания: 14.03.2010. Срок полномочий: 5 лет. Количество депутатов: 7
Глава муниципального образования
- Писакина Раушан Адильбаевна. Дата избрания: 14.03.2010. Срок полномочий: 5 лет